# Sint-Felixkerk
De Sint-Felixkerk (Frans: Église Saint-Félix) is een rooms-katholiek kerkgebouw in de Tunesische stad Sousse, gelegen aan rue de Constantine.

## Voorgeschiedenis
De vestiging van Europese handelaars en de aanwezigheid van slaven liggen aan de basis van de christelijke erediensten in het begin van de 19e eeuw in Sousse. Kapucijner monniken kwamen uit Tunis voor vieringen tijdens de grote christelijke feestdagen. In 1836 verkreeg de Heilige Stoel van Moustapha Bey toestemming om de parochie van Sousse, die onder Tunis zal vallen, te stichten. Tevens werd er een kapel opgericht. De christelijke bevolking van Sousse werd toen geschat op 400 mensen.
In 1856 vormde de komst van pater Agostino da Reggio in een stad waarvan de bevolking door een cholera-epidemie was gedecimeerd, een keerpunt voor de christelijke gemeenschap. Binnen de omheining van de oude katholieke begraafplaats begon hij met de bouw van de Sint-Jozefkapel, die in gebruik bleef tot de onafhankelijkheid van Tunesië in 1956.
Een nieuwe kerk gewijd aan de Onbevlekte Ontvangenis werd in 1867 ingewijd door monseigneur Fidèle Sutter en bleef de belangrijkste plaats van christelijke eredienst tot de bouw van de Sint-Felixkerk.

## De Sint-Felixkerk
De bestaande kerken waren niet in staat om alle gelovigen te huisvesten. Er werd toestemming gegeven voor de bouw van een nieuwe kerk. In 1911 werd de eerste steen van de Sint-Felixkerk ingezegend. Het kerkgebouw in romaanse stijl werd voltooid in 1916.
In 1964 werden de Sint-Jozefkerk en de Onze-Lieve-Vrouw van Onbevlekte Ontvangeniskerk overgedragen aan de Tunesische overheid. Deze kerken zijn in de jaren 80 gesloopt. De Sint-Felixkerk bleef behouden als plaats voor christelijke erediensten in Sousse.
Op 24 juni 2011 probeerden islamisten de Sint-Felixkerk in brand te steken, maar het vuur kreeg geen tijd om zich te verspreiden en de schade bleef beperkt. Vrees voor een aanslag tijdens Pasen 2017 was voor de politie aanleiding om de bewaking van de kerk op te voeren. Dit stelde de politie in staat een persoon te arresteren voordat hij erin slaagde de deur van het kerkgebouw, die hij met benzine had overgoten, in brand te steken.